# Conrad Nordqvist
Conrad Nordqvist (Vänersborg, 11 april 1840-16 april 1920) was een Zweeds altviolist.

## Biografie
Johan Conrad Nordqvist werd geboren in een muzikaal gezin . Zijn vader Olof Nordqvist was hoboïst; zijn moeder was Carolina Lindquist. Nordqvist huwde zelf in 1862 Charlotta Elisabet (Betty) Ekberg (1839-1898). Conrad Nordqvist werd lid van de Musikaliska Akademien 1870
De jonge Nordqvist begon op achtjarige leeftijd aan muziek; hij speelde toen hobo. Allereerst kreeg hij les in het Västgöta-Dals-regiment (militaire kapel), toen de Eerste Duits-Deense Oorlog uitbrak. In 1856 werd hij leerling aan de Musikalista Akademien. Al snel kon hij als violist meespelen in het orkest van het Ladugårdslandtheater in Stockholm. Hij werd vervolgens in 1859 altviolist van de Kunglige Hovkappel. In 1862 werd hij dirigent bij het orkest van het Kunglige Teater. In 1864 werd hij muzikaal leider van een marineregiment, gevolgd door een directeurschap bij het regiment van Jönköping (1862-1876).
In het seizoen 1868-1869 was hij te vinden in Dresden en Berlijn. Eenmaal terug in Stockholm in 1870 werd hij de leider van het conservatorium waar hij eerst aan gestudeerd had. In 1876 werd hij organist van de Storkyrkan (Grote kerk). In het seizoen 1875-1876 was hij dirigent van het Stockholms Gemengd Koor. In 1876 kwamen er meer dirigentschappen bij. Dat mondde uit in het leiderschap bij de Kungelige Operan in 1888. Hij zou daar met goed gevolg leiding aan geven tot 1892. Vanaf 1895 tot 1908 verzorgde hij symfonische concerten.
Hij doceerde aan het conservatorium waar hij onderricht had gehad en op kleinere muziekscholen. Een van zijn leerlingen was Tor Aulin, die vervolgens zijn Vioolconcert nr. 2 aan hem opdroeg.
In 1882 ontving Nordqvist de Zweedse koninklijke onderscheiding Litteris et Artibus.

## Werken
Hij hielp componist Ivar Hallström met zijn composities bijvoorbeeld En dröm (Een droom) en Ett äfventyr i Skottland (Een avontuur in Schotland). Daarnaast verschenen werken voor piano en liederen van zijn hand. Hij schreef ook een aantal feest- en treurmarsen, waaronder de treurmars voor de begrafenis van koning Karel XV van Zweden. 
- Gemeinsame Normdatei: 128427922
- International Standard Name Identifier: 0000 0000 5375 6259
- Library of Congress Control Number: no2002097454
- MusicBrainz: 2058d3a3-5073-42f3-ad32-28d6b235ac81
- LIBRIS: 207686
- Virtual International Authority File: 228149066637865602484